# Queen Olumbo
Queen Olumbo (Nairobi, 22 aprile 1964) è un'ex cestista keniota.

## Carriera
Con il Kenya ha disputato i Campionati mondiali del 1994.